# Municipio de Moscow (Iowa)
El municipio de Moscow (en inglés: Moscow Township) es un municipio ubicado en el condado de Muscatine en el estado estadounidense de Iowa. En el año 2010 tenía una población de 703 habitantes y una densidad poblacional de 8,53 personas por km².

## Geografía
El municipio de Moscow se encuentra ubicado en las coordenadas 41°32′55″N 91°5′13″O / 41.54861, -91.08694. Según la Oficina del Censo de los Estados Unidos, el municipio tiene una superficie total de 82.43 km², de la cual 78,24 km² corresponden a tierra firme y (5,08 %) 4,19 km² es agua.

## Demografía
Según el censo de 2010, había 703 personas residiendo en el municipio de Moscow. La densidad de población era de 8,53 hab./km². De los 703 habitantes, el municipio de Moscow estaba compuesto por el 97,44 % blancos, el 0,14 % eran afroamericanos, el 0,71 % eran asiáticos, el 0,85 % eran de otras razas y el 0,85 % eran de una mezcla de razas. Del total de la población el 1,56 % eran hispanos o latinos de cualquier raza.